# 郭懷一

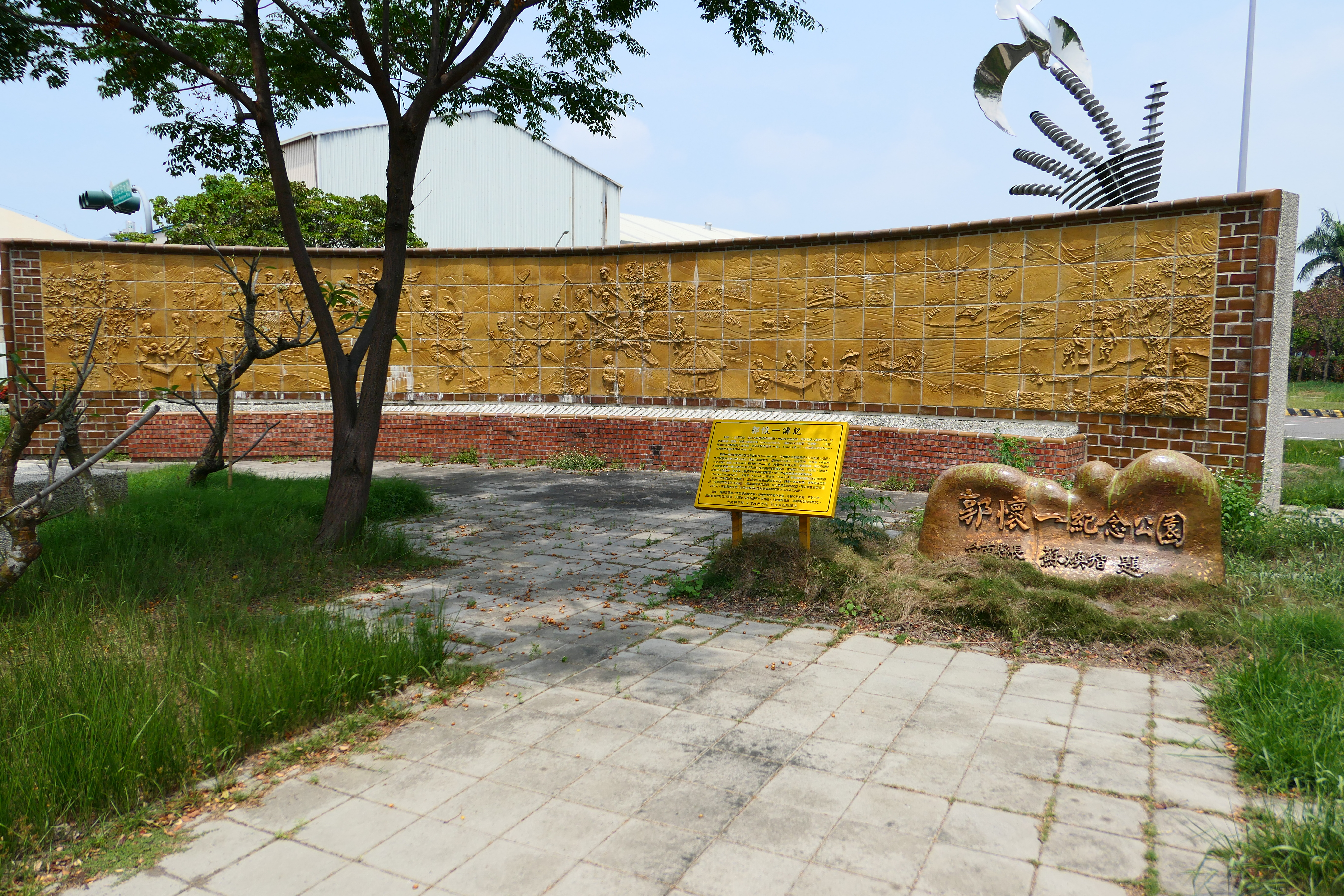
台南市にある郭懷一の蜂起を記念したレリーフ

郭懷一（かく かいいち、1603年? - 1652年9月7日）は、オランダ統治時代の台湾で活動した開墾の指導者。福建省泉州同安県生まれ。
郭懷一は現在の台南市永康区一帯で開墾に従事していた入植者であった。当時の漢人は麻や米などの経済作物を中心に栽培し、近隣の村落との小規模な交易に従事していた。郭懷一は当地の指導者としてオランダ側文献に「五官懷一」（Gouqua Faet）と称された。1650年頃、蔗糖業の不振に加え、オランダの重税により漢人間に不満が増大、郭懷一はこの状況下でオランダに対する叛乱を計画した（郭懷一事件）。
しかし郭懷一の叛乱計画は事前に密告によりオランダ側の知るところとなり、郭懷一は準備不十分のまま1652年9月7日、当時竹により建築されていた普羅民遮城を攻撃した。しかし郭懷一は同日に戦死し、叛乱軍は瓦解、残党は南に逃れ漚汪（現在の高雄市岡山区後紅）に逃れたがその地で全滅、この叛乱により殺害された漢人は数千人に及んだ。
郭懷一は鄭成功の武将であったという説もあるが、当時の文献からはその明確な証拠が発見されていない。